# Nicolae Donici
Pour les articles homonymes, voir Donici.
Nicolae Donici, né le 1er septembre 1874 (13 septembre 1874 dans le calendrier grégorien) à Chişinău (alors en Bessarabie, actuellement en Moldavie) et mort le 22 novembre 1960 à Puget-Théniers (Alpes-Maritimes), est un astronome roumain.